# Jacques-Georges de Chauffepié
Jacques-Georges de Chauffepié, né le 9 novembre 1702 à Leeuwarden, mort le 3 juillet 1786 à Amsterdam, est un biographe et pasteur calviniste français.

## Biographie
Jacques-Georges de Chauffepié est le fils du pasteur Samuel de Chaufepié et de Marie Marbœuf.
Il devient pasteur, et exerce successivement son ministère dans les églises protestantes de Flessingue, de Delft, et, à partir de 1745, de celle d'Amsterdam, où il meurt, le 5 juillet 1786. Chauffepié a toujours regardé la prédication comme une des parties les plus essentielles de son ministère, et s'y est livré avec zèle jusqu'au tombeau. Dix-huit mois avant sa mort, malgré son grand âge et la faiblesse de sa voix, il prononça un sermon dont l'auditoire ne perdit pas un mot. 

## Publications
- Sermons destinés à prouver la vérité de la religion chrétienne par l'état du peuple juif, Amsterdam, 1756, in-8°.
- Tableau des vertus chrétiennes, Amsterdam, 1760, in-8°, traduit de l'anglais de Basker, ecclésiastique du comté de Worcester.
- Histoire du monde, sacrée et profane, par Samuel Shuckford (en), traduite de l'anglais, Leyde, 1738 et 1752, 5 vol. in-i2. Chauffepié n'a traduit que le 2e volume ; le 1er l'avait été par J.-P. Bernard, le 5e le fut par Toussaint.
- Vie de Pope (à la tête des Œuvres diverses de cet auteur, traduites de l'anglais par différents auteurs, recueillies par Élie de Joncourt, et imprimées à Amsterdam, 1754, 7 vol. in-12 ; 1767, 8 vol. in-12).
- Histoire universelle depuis le commencement du monde, traduite de l'anglais, 1770-1792, 46 vol. in-4°. Cet ouvrage, composé en Angleterre par une société de gens de lettres, fut traduit en français par deux sociétés de gens de lettres. L'une de ces traductions est in-8° ; celle à laquelle contribua Chauffepié est in-4° ; il a traduit les t. 15 à 24.
- Nouveau Dictionnaire historique et critique, pour servir de supplément ou de continuation, au Dictionnaire historique et critique de M. Pierre Bayle, Amsterdam, 1750-1756, 4 vol. in-fol. Le projet de faire un supplément au dictionnaire de Bayle avait été formé à la mort de ce philosophe, mais ne fut pas exécuté. Quelques gens de lettres anglais ayant donné une traduction anglaise de l'ouvrage de Bayle en 40 vol., avec des additions considérables, on proposa à Chauffepié de traduire en français les additions faites en Angleterre. Ces additions consistaient, soit en complément des articles de Bayle, soit en articles nouveaux, II consacra plusieurs années à ce travail, et fit lui-même de nouvelles additions et des articles nouveaux. Sur près de quatorze cents articles qu'on trouve dans son dictionnaire, plus de six cents, presque tous anglais, sont traduits sans additions de la part de Chauffepié ; deux cent quatre-vingts environ sont retouchés par lui ; cinq cents articles environ sont entièrement de lui. Chauffepié n'a ni le piquant ni le cynisme de Bayle. II respecte le caractère de ministre dont il était revêtu. Il redresse quelquefois les auteurs anglais, et fait partout preuve d'une grande érudition. Ce n'est que dans un ouvrage de cette étendue qu'on peut se permettre des notes explicatives du texte, ou des dissertations, sur quelques points curieux d'histoire ou de littérature.
- Sermons sur divers textes, Amsterdam, 1787, 5 vol. in-8°, Ils furent publiés par Samuel Chauffepié, neveu de Jacques-George, et qui, dans l'éloge qu'il a fait de son oncle, parle de quelques autres ouvrages peu importants.

À cette liste de ses ouvrages, on doit ajouter Lettres sur divers sujets importants de religion, 1736, in-12. On lui attribue des Vies des plus illustres philosophes de l'antiquité, trad. du grec de Diogène Laërce, Amsterdam, 1758, 3 vol. in-12 ; mais il n'est pas certain que cette traduction soit de lui. Barbier après la lui avoir attribuée dans son Dictionnaire des ouvrages anonymes, dit, à la table du même ouvrage, que cette traduction est plutôt de Schneider.

## Pour approfondir